# Liste des voies du 13e arrondissement de Paris
Cet article donne une liste des voies du 13e arrondissement de Paris, en France.

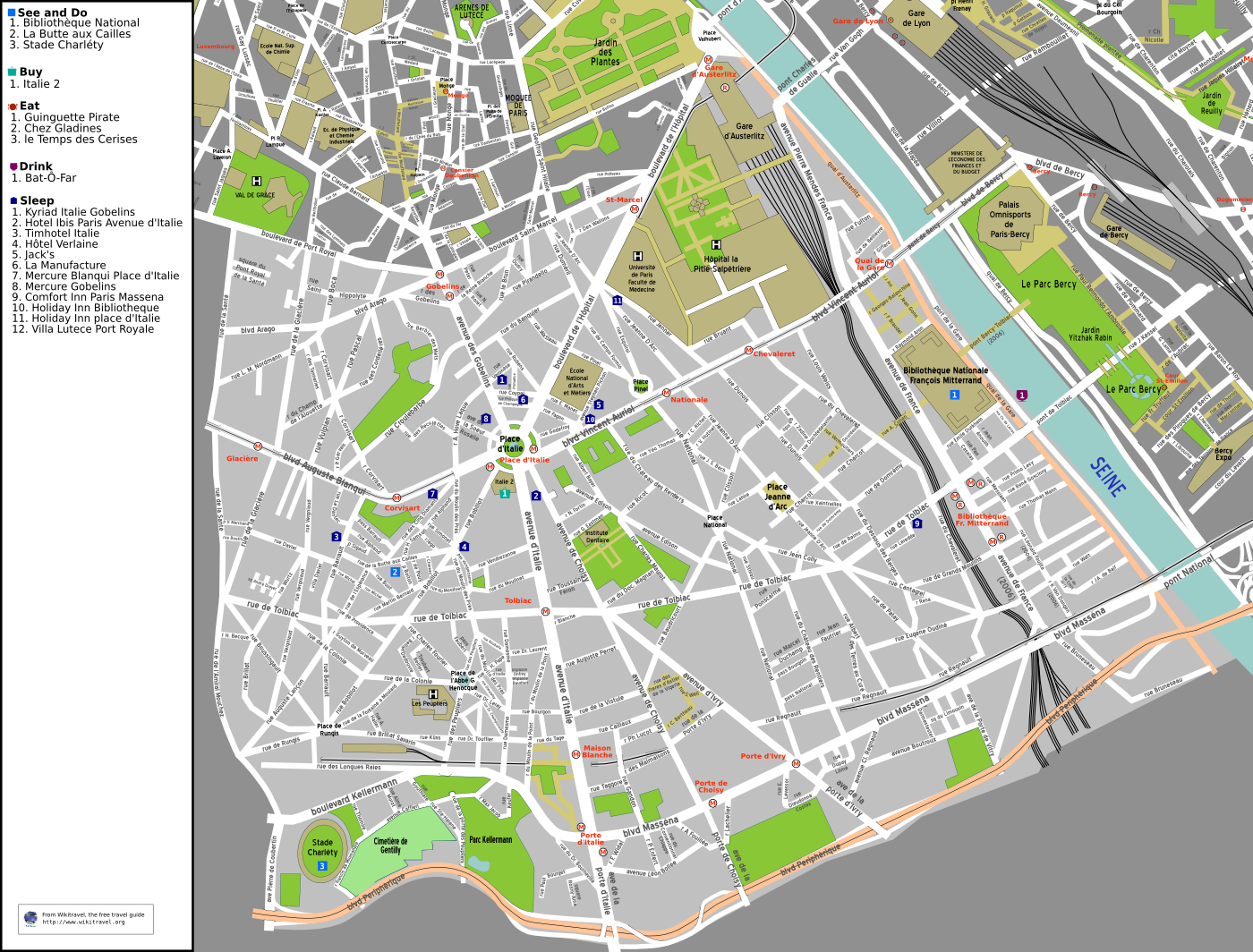
Plan du 13e arrondissement de Paris.

## Liste

### A
- Haut – A
- B
- C
- D
- E
- F
- G
- H
- I
- J
- K
- L
- M
- N
- O
- P
- Q
- R
- S
- T
- U
- V
- W
- X
- Y
- Z

- Voie AA/13 (Voie sans nom de Paris)
- Voie AB/13 (Voie sans nom de Paris)
- Place de l'Abbé-Georges-Hénocque
- Rue Abel-Gance
- Rue Abel-Hovelacque
- Rue Ada-Lovelace
- Voie AF/13 (Voie sans nom de Paris)
- Rue Aimé-Morot
- Voie AJ/13 (Voie sans nom de Paris)
- Rue Alain-Jacquet
- Parvis Alan-Turing
- Rue Albert
- Rue Albert-Bayet
- Rue Albert-Einstein
- Place Albert-Londres
- Square Albin-Cachot
- Rue Albin-Haller
- Allée Alexandre-Vialatte
- Rue Alfred-Fouillée
- Rue Alice-Domon-et-Léonie-Duquet
- Place Alice-Mathieu-Dubois
- Place des Alpes
- Rue Alphand
- Rue Alphonse-Boudard
- Rue de l'Amiral-Mouchez
- Voie AN/13 (Voie sans nom de Paris)
- Square André-Dreyer
- Place André-Masson
- Rue André-Pieyre-de-Mandiargues
- Place André-et-Françoise-Trannoy
- Rue André-Voguet
- Rue Annie-Girardot
- Boulevard Arago
- Square Arago
- Place Artemisia-Gentileschi
- Allée Arthur-Rimbaud
- Voie AS/13 (Voie sans nom de Paris)
- Place Augusta-Holmes
- Boulevard Auguste-Blanqui
- Villa Auguste-Blanqui
- Rue Auguste-Lançon
- Rue Auguste-Perret
- Rue Augustin-Mouchot
- Rue Aumont
- Place Aurélie-Nemours
- Pont d'Austerlitz
- Port d'Austerlitz
- Quai d'Austerlitz

### B
- Haut – A
- B
- C
- D
- E
- F
- G
- H
- I
- J
- K
- L
- M
- N
- O
- P
- Q
- R
- S
- T
- U
- V
- W
- X
- Y
- Z

- Rue du Banquier
- Rue Baptiste-Renard
- Passage Barrault
- Rue Barrault
- Rue Baudoin
- Impasse Baudran
- Impasse Baudricourt
- Rue Baudricourt
- Place des Beaux-Sons
- Rue Bellier-Dedouvre
- Rue de Bellièvre
- Rue Berbier-du-Mets
- Pont de Bercy
- Rue Berenice-Abbott
- Place de la Bergère-d'Ivry
- Voie BK/13 (Voie sans nom de Paris)
- Voie BL/13 (Voie sans nom de Paris)
- Voie BO/13 (Voie sans nom de Paris)
- Rue Bobillot
- Passage Boiton
- Impasse Bourgoin
- Passage Bourgoin
- Rue Bourgon
- Rue Boussingault
- Rue Boutin
- Avenue Boutroux
- Voie BQ/13 (Voie sans nom de Paris)
- Voie BR/13 (Voie sans nom de Paris)
- Rue Brillat-Savarin
- Rue Broca
- Rue Bruant
- Rue Bruneseau
- Rue Buot
- Rue de la Butte-aux-Cailles
- Voie BV/13 (Voie sans nom de Paris)

### C
- Haut – A
- B
- C
- D
- E
- F
- G
- H
- I
- J
- K
- L
- M
- N
- O
- P
- Q
- R
- S
- T
- U
- V
- W
- X
- Y
- Z

- Voie C/13 (Voie sans nom de Paris)
- Rue Cacheux
- Rue des Cadets-de-la-France-Libre
- Avenue Caffieri
- Rue Caillaux
- Rue de Campo-Formio
- Rue Cantagrel
- Allée Celestino-Alfonso
- Rue du Champ-de-l'Alouette
- Passage Chanvin
- Rue Charbonnel
- Rue Charcot
- Rue Charles-Bertheau
- Pont Charles-de-Gaulle
- Rue Charles-Fourier
- Rue Charles-Leroy
- Rue Charles-Moureu
- Rue du Château-des-Rentiers
- Rue Chéreau
- Rue du Chevaleret
- Rue Choderlos-de-Laclos
- Avenue de Choisy
- Rue des Cinq-Diamants
- Place Claude-Bourdet
- Promenade Claude-Lévi-Strauss
- Avenue Claudius-Regaud
- Impasse Clisson
- Rue Clisson
- Rue du Colonel-Dominé
- Rue de la Colonie
- Place Coluche
- Place de la Commune-de-Paris
- Rue du Conventionnel-Chiappe
- Rue des Cordelières
- Rue Corvisart
- Rue Coypel
- Passage des Crayons
- Impasse du Crédit-Lyonnais
- Rue de la Croix-Jarry
- Rue Croulebarbe

### D
- Haut – A
- B
- C
- D
- E
- F
- G
- H
- I
- J
- K
- L
- M
- N
- O
- P
- Q
- R
- S
- T
- U
- V
- W
- X
- Y
- Z

- Rue Dalloz
- Impasse Damesme
- Rue Damesme
- Rue Darmesteter
- Rue David-Bowie
- Rue Daviel
- Villa Daviel
- Voie DC/13 (Voie sans nom de Paris)
- Voie DD/13 (Voie sans nom de Paris)
- Voie DE/13 (Voie sans nom de Paris)
- Villa Deloder
- Rue du Dessous-des-Berges
- Rue des Deux-Avenues
- Voie DF/13 (Voie sans nom de Paris)
- Voie DG/13 (Voie sans nom de Paris)
- Voie DH/13 (Voie sans nom de Paris)
- Voie DI/13 (Voie sans nom de Paris)
- Rue Dieudonné-Costes
- Rue Dieulafoy
- Rue du Disque
- Voie DJ/13 (Voie sans nom de Paris)
- Allée Django-Reinhardt
- Voie DK/13 (Voie sans nom de Paris)
- Voie DL/13 (Voie sans nom de Paris)
- Voie DM/13 (Voie sans nom de Paris)
- Voie DN/13 (Voie sans nom de Paris)
- Voie DO/13 (Voie sans nom de Paris)
- Rue du Docteur-Bourneville
- Rue du Docteur-Charles-Richet
- Rue du Docteur-Landouzy
- Rue du Docteur-Laurent
- Rue du Docteur-Lecène
- Rue du Docteur-Leray
- Rue du Docteur-Lucas-Championnière
- Rue du Docteur-Magnan
- Place du Docteur-Navarre
- Rue du Docteur-Tuffier
- Rue du Docteur-Victor-Hutinel
- Place du Docteur-Yersin
- Rue de Domrémy
- Rue Dorothea-Lange
- Voie DP/13 (Voie sans nom de Paris)
- Voie DQ/13 (Voie sans nom de Paris)
- Voie DR/13 (Voie sans nom de Paris)
- Voie DS/13 (Voie sans nom de Paris)
- Voie DT/13 (Voie sans nom de Paris)
- Voie DU/13 (Voie sans nom de Paris)
- Rue Duchefdelaville
- Rue Duméril
- Rue Dunois
- Square Dunois
- Rue Dupuy-de-Lôme
- Voie DV/13 (Voie sans nom de Paris)
- Voie DX/13[1] (Voie sans nom de Paris)
- Voie DY/13 (Voie sans nom de Paris)

### E
- Haut – A
- B
- C
- D
- E
- F
- G
- H
- I
- J
- K
- L
- M
- N
- O
- P
- Q
- R
- S
- T
- U
- V
- W
- X
- Y
- Z

- Voie EA/13 (Voie sans nom de Paris)
- Avenue Edison
- Rue Edmond-Flamand
- Rue Edmond-Gondinet
- Rue Édouard-Manet
- Voie EH/13 (Voie sans nom de Paris)
- Voie EK/13 (Voie sans nom de Paris)
- Rue Elsa-Morante
- Rue Émile-Deslandres
- Rue Émile-Durkheim
- Rue Émile-Levassor
- Voie EQ/13 (ou rue André-Pieyre-de-Mandiargues)
- Allée Éric-Chabeur
- Rue Ernest-et-Henri-Rousselle
- Place de l'Escadrille-Normandie-Niemen
- Rue de l'Espérance
- Rue Esquirol
- Villa d'Este (Paris)
- Rue Eugène-Atget
- Rue Eugène-Oudiné
- Voie EV/13 (Voie sans nom de Paris)
- Voie EW/13 (Voie sans nom de Paris)
- Voie EX/13 (Voie sans nom de Paris)
- Voie EY/13 (Voie sans nom de Paris)
- Voie EZ/13 (Voie sans nom de Paris)

### F
- Haut – A
- B
- C
- D
- E
- F
- G
- H
- I
- J
- K
- L
- M
- N
- O
- P
- Q
- R
- S
- T
- U
- V
- W
- X
- Y
- Z

- Rue Fagon
- Place Farhat-Hached
- Voie FD/13 (Voie sans nom de Paris)
- Avenue Félicien-Rops
- Rue Fernand-Braudel
- Rue Fernand-Widal
- Voie FF/13 (Voie sans nom de Paris)
- Voie FH/13 (Voie sans nom de Paris)
- Voie FI/13 (Voie sans nom de Paris)
- Voie FJ/13 (Voie sans nom de Paris)
- Voie FL/13 (Voie sans nom de Paris)
- Voie FN/13 (Voie sans nom de Paris)
- Rue de la Fontaine-à-Mulard
- Passage Foubert
- Avenue de France
- Rue Francis-de-Miomandre
- Rue Franc-Nohain
- Rue François-Bloch-Lainé
- Rue Françoise-Dolto
- Quai François-Mauriac
- Rue des Frères-d'Astier-de-La-Vigerie
- Rue des Frigos
- Rue Fulton
- Voie FV/13 (Voie sans nom de Paris)
- Voie FW/13 (Voie sans nom de Paris)
- Voie FX/13 (Voie sans nom de Paris)

### G
- Haut – A
- B
- C
- D
- E
- F
- G
- H
- I
- J
- K
- L
- M
- N
- O
- P
- Q
- R
- S
- T
- U
- V
- W
- X
- Y
- Z

- Voie G/13 (Voie sans nom de Paris)
- Rue Gandon
- Port de la Gare
- Quai de la Gare
- Boulevard du Général-de-Gaulle
- Boulevard du Général-d'Armée-Jean-Simon
- Rue George-Balanchine
- Rue George-Eastman
- Rue Gérard
- Rue Gerda-Taro[2]
- Rue Germaine-Krull
- Rue Germaine-Richier
- Voie GF/13 (Voie sans nom de Paris)
- Rue Giffard
- Rue Gisèle-Freund
- Voie GK/13[3] (Voie sans nom de Paris)
- Voie GL/13[3] (Voie sans nom de Paris)
- Rue de la Glacière
- Rue des Glycines
- Voie GM/13[3] (Voie sans nom de Paris)
- Voie GN/13[2] (Voie sans nom de Paris)
- Voie GO/13[4] (Voie sans nom de Paris)
- Avenue des Gobelins
- Rue des Gobelins
- Villa des Gobelins
- Rue Godefroy
- Rue Gouthière
- Voie GP/13[5] (Voie sans nom de Paris)
- Rue des Grands-Moulins
- Square Grangé
- Voie GS/13[3] (Voie sans nom de Paris)
- Rue Gustave-Geffroy
- Rue Guyton-de-Morveau
- Voie GX/13 (Voie sans nom de Paris)
- Voie GY/13 (Voie sans nom de Paris)

### H
- Haut – A
- B
- C
- D
- E
- F
- G
- H
- I
- J
- K
- L
- M
- N
- O
- P
- Q
- R
- S
- T
- U
- V
- W
- X
- Y
- Z

- Rue des Hautes-Formes
- Rue Hélène-Brion
- Rue Henri-Becque
- Place Henri-Langlois
- Rue Henri-Michaux
- Rue Henri-Pape
- Place en Hommage-aux-Femmes-Victimes-de-Violence
- Boulevard de l'Hôpital
- Place Hrant-Dink
- Esplanade Hubert-Beuve-Méry

### I
- Haut – A
- B
- C
- D
- E
- F
- G
- H
- I
- J
- K
- L
- M
- N
- O
- P
- Q
- R
- S
- T
- U
- V
- W
- X
- Y
- Z

- Rue de l'Industrie
- Rue de l'Interne-Loeb
- Rue des Iris
- Avenue d'Italie
- Place d'Italie
- Rue d'Italie
- Avenue d'Ivry
- Quai d'Ivry

### J
- Haut – A
- B
- C
- D
- E
- F
- G
- H
- I
- J
- K
- L
- M
- N
- O
- P
- Q
- R
- S
- T
- U
- V
- W
- X
- Y
- Z

- Voie J/13 (Voie sans nom de Paris)
- Rue Jacques-Destrée
- Rue Jacques-Lacan
- Rue Jacques-Monory
- Rue du Javelot
- Rue Jean-Anouilh
- Rue Jean-Antoine-de-Baïf
- Rue Jean-Arp
- Rue Jean-Baptiste-Berlier
- Rue Jean-Colly
- Place Jean-de-Bueil
- Place Jean-Delay
- Rue Jean-Dunand
- Rue Jean-Fautrier
- Rue Jean-Giono
- Rue Jean-Marie-Jégo
- Place Jean-Michel-Basquiat
- Rue Jeanne-Chauvin
- Place Jeanne-d'Arc
- Rue Jeanne-d'Arc
- Rue Jean-Sébastien-Bach
- Place Jean-Vilar
- Rue Jenner
- Rue Jonas
- Avenue Joseph-Bédier
- Rue Jules-Breton
- Promenade Jules-Isaac
- Rue Julie-Daubié
- Rue de Julienne
- Rue du Jura

### K
- Haut – A
- B
- C
- D
- E
- F
- G
- H
- I
- J
- K
- L
- M
- N
- O
- P
- Q
- R
- S
- T
- U
- V
- W
- X
- Y
- Z

- Boulevard Kellermann
- Place Keith-Haring
- Rue Keufer
- Rue Küss

### L
- Haut – A
- B
- C
- D
- E
- F
- G
- H
- I
- J
- K
- L
- M
- N
- O
- P
- Q
- R
- S
- T
- U
- V
- W
- X
- Y
- Z

- Rue Lachelier
- Rue Lahire
- Rue Le Brun
- Rue Le Dantec
- Rue Léo-Frankel
- Esplanade Léo-Hamon
- Avenue Léon-Bollée
- Rue Léon-Maurice-Nordmann
- Rue Leredde
- Cour du Liégat
- Square de la Limagne
- Square du Limousin
- Rue des Liserons
- Rue du Loiret
- Rue des Longues-Raies
- Place Louis-Armstrong
- Rue Louise-Bourgeois
- Rue Louise-Weiss
- Rue Louis-Pergaud
- Place Lucien-Désandré

### M
- Haut – A
- B
- C
- D
- E
- F
- G
- H
- I
- J
- K
- L
- M
- N
- O
- P
- Q
- R
- S
- T
- U
- V
- W
- X
- Y
- Z

- Rue Madeleine-Brès
- Passage Madeleine-Pelletier
- Rue Magendie
- Rue de la Maison-Blanche
- Rue des Malmaisons
- Rue Marc-Antoine-Charpentier
- Allée Marc-Chagall
- Rue Marcel-Duchamp
- Allée Marcel-Jambenoire
- Rue Marguerite-Duras
- Rue Marie-Andrée-Lagroua-Weill-Hallé
- Rue Marie-Louise-Dubreil-Jacotin
- Rue des Marmousets
- Rue Martin-Bernard
- Rue Maryse-Bastié
- Boulevard Masséna
- Square Masséna
- Rue Maurice-et-Louis-de-Broglie
- Rue Max-Jacob
- Place Mazagran
- Rue Michal
- Rue Michel-Bréal
- Rue Michel-Peter
- Place Milena-Salvini
- Square des Mimosas
- Rue du Moulin-de-la-Pointe
- Passage du Moulin-des-Prés
- Rue du Moulin-des-Prés
- Passage du Moulinet
- Rue du Moulinet

### N
- Haut – A
- B
- C
- D
- E
- F
- G
- H
- I
- J
- K
- L
- M
- N
- O
- P
- Q
- R
- S
- T
- U
- V
- W
- X
- Y
- Z

- Voie N/13 (Voie sans nom de Paris)
- Passage National
- Pont National
- Impasse Nationale
- Place Nationale
- Rue Nationale
- Rue Neuve-Tolbiac
- Rue Nicolas-Fortin
- Rue Nicolas-Roret
- Rue Nicole-Reine-Lepaute
- Villa Nieuport

### O
- Haut – A
- B
- C
- D
- E
- F
- G
- H
- I
- J
- K
- L
- M
- N
- O
- P
- Q
- R
- S
- T
- U
- V
- W
- X
- Y
- Z

- Rue Olivier-Messiaen
- Impasse Onfroy
- Rue des Orchidées
- Rue Oudry

### P
- Haut – A
- B
- C
- D
- E
- F
- G
- H
- I
- J
- K
- L
- M
- N
- O
- P
- Q
- R
- S
- T
- U
- V
- W
- X
- Y
- Z

- Quai Panhard-et-Levassor
- Allée du Parc-de-Choisy
- Allée Paris-Ivry[4]
- Rue Pascal
- Rue de Patay
- Rue Pau-Casals
- Place Paul-et-Augustine-Fiket
- Rue Paul-Bourget
- Rue Paul-Gervais
- Place Paul-Ricœur
- Rue Paulin-Enfert
- Rue Paulin-Méry
- Rue Paul-Klee
- Place Paul-Verlaine
- Rue Péan
- Rue du Père-Guérin
- Boulevard périphérique
- Impasse du Petit-Modèle
- Rue des Peupliers
- Square des Peupliers
- Rue Philibert-Lucot
- Rue Philippe-de-Champagne
- Avenue Pierre-de-Coubertin
- Rue Pierre-Gourdault
- Rue Pierre-Joseph-Desault
- Avenue Pierre-Mendès-France
- Place Pierre-Riboulet
- Esplanade Pierre-Vidal-Naquet
- Place Pinel
- Rue Pinel
- Rue Pirandello
- Rue de la Pointe-d'Ivry
- Rue Ponscarme
- Place de Port-au-Prince
- Avenue de la Porte-de-Choisy
- Avenue de la Porte-de-Vitry
- Avenue de la Porte-d'Italie
- Avenue de la Porte-d'Ivry
- Boulevard de Port-Royal
- Cité de Port-Royal
- Square de Port-Royal
- Rue de la Poterne-des-Peupliers
- Rue de Pouy
- Place du Professeur-Christian-Cabrol
- Rue Primatice
- Rue Primo-Levi
- Rue du Professeur-Louis-Renault
- Rue de la Providence

### Q
- Haut – A
- B
- C
- D
- E
- F
- G
- H
- I
- J
- K
- L
- M
- N
- O
- P
- Q
- R
- S
- T
- U
- V
- W
- X
- Y
- Z

- Place des 44-Enfants-d'Izieu

### R
- Haut – A
- B
- C
- D
- E
- F
- G
- H
- I
- J
- K
- L
- M
- N
- O
- P
- Q
- R
- S
- T
- U
- V
- W
- X
- Y
- Z

- Rue Raymond-Aron
- Rue des Reculettes
- Rue Regnault
- Rue de Reims
- Rue de la Reine-Blanche
- Rue René-Goscinny
- Rue René-Panhard
- Rue Résal
- Rue Ricaut
- Rue de Richemont
- Place Robert-Antelme
- Villa Robert-Doisneau
- Square Rosny-Aîné
- Rue Rubens
- Place de Rungis
- Rue de Rungis

### S
- Haut – A
- B
- C
- D
- E
- F
- G
- H
- I
- J
- K
- L
- M
- N
- O
- P
- Q
- R
- S
- T
- U
- V
- W
- X
- Y
- Z

- Rue de Sainte-Hélène
- Rue Saint-Hippolyte
- Boulevard Saint-Marcel
- Rue Samson
- Impasse de la Santé
- Rue de la Santé
- Place Serge-Poliakoff
- Passage Sigaud
- Passerelle Simone-de-Beauvoir
- Rue Simonet
- Rue Simone-Weil
- Rue Sœur-Catherine-Marie
- Avenue de la Sœur-Rosalie
- Place Souham
- Avenue Stéphen-Pichon
- Rue Sthrau

### T
- Haut – A
- B
- C
- D
- E
- F
- G
- H
- I
- J
- K
- L
- M
- N
- O
- P
- Q
- R
- S
- T
- U
- V
- W
- X
- Y
- Z

- Rue du Tage
- Rue Tagore
- Rue des Tanneries
- Rue des Terres-au-Curé
- Rue Théroigne-de-Méricourt
- Rue Thomas-Mann
- Rue Thomire
- Rue du Tibre
- Place Tina-Turner
- Rue Titien
- Pont de Tolbiac
- Port de Tolbiac
- Rue de Tolbiac
- Villa Tolbiac
- Rue Toussaint-Féron
- Rue Trolley-de-Prévaux
- Passage Trubert-Bellier

### V
- Haut – A
- B
- C
- D
- E
- F
- G
- H
- I
- J
- K
- L
- M
- N
- O
- P
- Q
- R
- S
- T
- U
- V
- W
- X
- Y
- Z

- Rue du Val-de-Marne
- Rue Valery-Larbaud
- Place Valhubert
- Passage Vallet
- Passage Vandrezanne
- Rue Vandrezanne
- Square du Velay
- Place de Vénétie
- Rue Vergniaud
- Rue Véronèse
- Passage Victor-Marchand
- Villa du Vieux-Chemin-d'Ivry
- Rue de Vimoutiers
- Boulevard Vincent-Auriol
- Rue de la Vistule
- Rue Vivian-Maier
- Rue des Volubilis
- Rue Vulpian

### W
- Haut – A
- B
- C
- D
- E
- F
- G
- H
- I
- J
- K
- L
- M
- N
- O
- P
- Q
- R
- S
- T
- U
- V
- W
- X
- Y
- Z

- Rue des Wallons
- Rue Watt
- Rue Watteau
- Rue Wurtz

### X
- Haut – A
- B
- C
- D
- E
- F
- G
- H
- I
- J
- K
- L
- M
- N
- O
- P
- Q
- R
- S
- T
- U
- V
- W
- X
- Y
- Z

- Voie X/13 (Voie sans nom de Paris)
- Rue Xaintrailles

### Y
- Haut – A
- B
- C
- D
- E
- F
- G
- H
- I
- J
- K
- L
- M
- N
- O
- P
- Q
- R
- S
- T
- U
- V
- W
- X
- Y
- Z

- Voie Y/13 (Voie sans nom de Paris)
- Rue Yéo-Thomas

### Z
- Haut – A
- B
- C
- D
- E
- F
- G
- H
- I
- J
- K
- L
- M
- N
- O
- P
- Q
- R
- S
- T
- U
- V
- W
- X
- Y
- Z

- Rue Zadkine
- Boulevard de la Zone